# Mémoires de l'Herbier Boissier
Mémoires de l'Herbier Boissier (abreviado Mem. Herb. Boissier) fue una revista ilustrada con descripciones botánicas que fue editada en 22 números en el año 1900 con el nombre de Mémoires de l'Herbier Boissier suite au Bulletin de l'Herbier Boissier.